# کوتاشتین فرولوف
کوتاشتین فرولوف (اوکراینی: Костянтин Вікторович Фролов؛ زادهٔ ۲۰ ژوئن ۱۹۷۲) بازیکن فوتبال اهل اوکراین است.